# Vinorodni okoliš Kras
Vinorodni okoliš Kras je s površino 575 hektarov najmanjši vinorodni okoliš v Sloveniji in je del 7055 hektarov obsegajoče slovenske vinorodne dežele Primorske. Kraško podnebje je razmeroma suho, zanj so značilni močni vetrovi, predvsem severovzhodnik (burja), pomemben vpliv na rast trte pa daje značilna rdeča zemlja (terra rossa). Območje je znano po kraškem teranu, ki je pridelan iz sorte refošk. Druga, sicer v Sloveniji manj znana, avtohtona bela sorta je tudi vitovska grganja, ki je precej bolj znana čez mejo, v Italiji. Kjer so jo, kot kraško eksotično posebnost, znali dokaj uspešno popularizirati slovenski zamejci. Kras sicer v geografskem smislu predstavlja vse področje, ki se razteza med Tržaškim zalivom in Vipavsko dolino ter med Soško dolino in Brkini, vendar vse območje ni primerno za pridelavo terana. Najbolj znani pridelovalci se nahajajo v okolici Tomaja.  
Kraški vinorodni okoliš se deli še na dva podokoliša: Vrhe in Kraška planota. Poleg terana (in njegove vrhunske različice, Terantona) v okolišu v manjši meri pridelujejo še bela vina, kot so: malvazija, laški rizling, rebula, chardonnay. V krajih, kjer rdeča trta refoška ne uspeva dobro, je vzgajan merlot. Kot vinska zvrst je pridelovan kraševec, sicer pa iz več vrst grozdja vinarji pridelujejo še rose.